# Стари двор
Стари двор је репрезентативно здање у Београду, на углу Улице краља Милана и улице Драгослава Јовановића, чији главни улаз гледа на Булевар краља Александра. Двор, који је подигао краљ Милан I Обреновић у периоду 1881–1884, био је резиденција краља Петра I Карађорђевића (у периоду 1903–1921) и краља Александра I (1921–1922), а данас је седиште Скупштине града Београда.
Стари двор, заједно са зградом Новог двора, данас представља сведочанство првог дворског комплекса у Србији и владавине две династије, Обреновић и Карађорђевић.

## Историјат
Историја првог дворског комплекса у Београду сеже све до четрдесетих година 19. века, када је имање које је обухватало простор данашњег Пионирског парка, заједно са Девојачким парком, између Улица краља Милана и Краљице Наталије, купио Стојан Симић, један од најутицајнијих људи Кнежевине Србије, вођа уставобранитељског режима и председник Државног савета.
Симић је исушио мочваре, насуо и изравнао терен, и на непарној страни данашње Улице краља Милана подигао кућу у периоду 1840-1842. године, која је касније добила назив Стари конак. Откуп овог здања са околном баштом за потребе смештања двора кнеза Александра Карађорђевића 1842/43. године означио је настајање првог дворског комплекса у Београду. Зграда је за потребе кнежевског двора детаљно преуређена и знатно проширена, око баште је подигнута ограда а остатак мочваре је исушен и башта изнова уређена. Претварању у репрезентативније уређен „вернакуларни врт“ посветила је пажњу још кнегиња Персида Карађорђевић. Дворска башта била је подељена на „врт“, окренут ка Улици краља Милана који је чинио репрезентативни део дворске целине и на „парк“ у задњем делу ограђен зиданом оградом. У средишњем делу парка налазио се базен са скулптуром девојке са крчагом у руци, израђеном у Бечу. Од средине 19. века око Старог конака, као стожера будућег комплекса, подигнут је читав низ грађевина: Мали дворац, Двор престолонаследника (зграда Министарства иностраних и унутрашњих послова), зграда Маршалата двора и неколико помоћних објеката према Дворској (данас улица Драгослава Јовановића) и улицама Кнеза Милоша и Крунској. Ниједна од наведених грађевина није сачувана до данас.
Идеја о претварању дворског комплекса у репрезентативну владарску резиденцију јавила се у време стицања државне и територијалне самосталности након Берлинског конгреса 1878. године, а додатно је била подстакнута и припремама за проглашење Србије за краљевину 1882. године. Будући двор замишљен је као трочлана композиција, чији је централни део намењен боравку владара предвиђен на месту Старог конака. Са десне стране Старог конака планирана је изградња крила намењеног за Двор престолонаследника, док је лево крило требало да служи за одржавање свечаних пријема и дипломатских посета. Од целокупне замисли реализовано је једино лево крило комплекса – Стари двор, док је изградња десног крила изведена тек три деценије касније подизањем Новог двора према потпуно новом пројекту. У доба аустро-угарске окупације у Првом светском рату Сала трона Краљевског двора је претворена у католичку цркву.

## Стил изградње
Ову је зграду у духу академизма и с декорацијом античког, ренесансног и барокног порекла, пројектовао Александар Бугарски, а на основу замисли и према упутствима самог краља Милана Обреновића. То је веома репрезентативно здање, које су првобитно красиле и две велике куполе са позлаћеним крунама на врху. Међутим како је зграда Старог Двора тешко оштећена у оба Светска рата, данашњи изглед Двора се делимично разликује од првобитног. Неки делови палате су потпуно уништени (на пример Дворска капела) или су измењени. Двоглавог орла у полету на врху угаоне куполе, у комунистичком периоду, заменила је звезда петокрака, симбол нове државе. Почетком 1997. године скинута је петокрака, а у септембру исте године након санације куполе постављена је позлаћена скулптура двоглавог орла, рад вајара Мирољуба Стаменковића, израђен по пројекту архитекте Зорана Јаковљевића.
Стари двор је саграђен у периоду од 1881. до 1884. године на месту некадашњег Малог дворца кнеза Михаила на углу Улица краља Милана и Дворске (данас Драгослава Јовановића). О унутрашњој декорацији Старог двора бринула се комисија коју су поред архитекте Бугарског чинили професор Велике школе Михаило Валтровић и сликар Доменико д’Андреа. Целокупан декоративни украс и намештај двора набављени су у бечким уметничким радионицама. Складним односом између симетричне форме и академски обликованих фасада са богатом декорацијом античког, ренесансног и барокног порекла, Стари двор одражава владајуће академске стилске и архитектонске концепције и представља најраскошнију владарску резиденцију до тада подигнуту у Србији.
Идеја о формирању сложенијег дворског комплекса утицала је на то да значење главне фасаде Старог двора добије фасада оријентисана према дворском врту и планираном десном крилу комплекса, двору престолонаследника. Ова фасада је, као и фасада према Улици краља Милана, била знатно раскошније украшена у односу на преостала два фасадна платна. Њена симетричност истакнута је положајем главног улаза као и трочланом поделом и складним распоредом архитектонских елемената – балкона, стубова са јонским и коринтским капителима, парова каријатида, декоративне фасадне пластике и двема куполама украшеним краљевским крунама. У средишту великог фронтона тимпанона над каријатидама фасаде према Улици краља Милана, постављен је нови грб Краљевине Србије, који се сматра првим и најстаријим грбом Краљевине истакнутим на јавном здању. Угаони део објекта према Улицама краља Милана и Драгослава Јовановића решен је тако да подсећа на кулу која се завршава куполом са високим шиљком и двоглавим орлом на врху. Постављање овог симбола указује на директне везе између грађења двора и проглашења Краљевине Србије. Скромније обрађеном фасадом према башти доминирао је бочни ризалит са тространом апсидом дворске капеле на спрату.
Облик и решење основе, као и чињеница да је објекат првобитно намењен за смештај гостију краљевске породице и за одржавање свечаних пријема, у значајној мери одредили су и распоред просторија, чије је уређење било предмет посебне пажње архитекте Бугарског. Најупечатљивији елемент ентеријера била је његова централна просторија - зимска башта, окружена холовима из којих је био омогућен приступ у све остале одаје приземља и спрата. Просторија се истицала стакленим кровом, богатом позлаћеном декоративном пластиком на зидовима, а централни мотив представљало је двокрако храстово степениште. Све репрезентативне просторије двора имале су богато уређење: свечана сала, салон са клавиром, жути салон, црвени салон, турска соба, трпезарија, лила салон, библиотека, дворска капела.

## Рушење и обнова
Након династичке смене на владарском престолу Србије 1903. године, Стари  конак је порушен, а Стари двор је постао званична резиденција династије Карађорђевић. Због страдања објекта у бомбардовању током Првог светског рата, 1921. године отпочели су радови на рестаурацији здања. Комисију која је водила ове радове чинили су представници Министарства грађевина и финансија, управник двора и сликар Урош Предић. До априла 1922. завршена је већина радова, обновљени су позлаћени гипсани радови на зидовима зимске баште и у свечаној сали, а све просторије опремљене су новим намештајем, набављеним у Лиону и Бечу. Када је 1922. године Нови двор отворен као званична краљевска резиденција, Стари двор је добио своју првобитну, јавну намену, предвиђену још пројектом Александра Бугарског из 1881. године.  
Наредна темељна обнова Старог двора уследила је током 1930. и 1931. под надзором архитекте управе двора Драгомира Тадића. Све фасаде и декоративна пластика објекта, првобитно изведени у малтеру, замењени су ликорезачким и украсним радовима у вештачком камену, који су рађени под надзором архитекте Светомира Лазића. Стари двор је тешко оштећен у бомбардовању Београда 6. априла 1941. године. После ослобођења и друштвених промена које су потом наступиле, старо дворско здање добило је нову намену. Изменама насталим током реконструкције 1947-1949. године, грађевина је добила не само нову функцију већ и потпуно ново решење улазне партије и фасаде према Булевару краља Александра, према пројекту архитекте Драгише Брашована. Приликом ове реконструкције уклоњене су и две мање куполе са краљевским крунама, а на обновљене делове фасада нису враћена некадашња краљевска знамења. Реконструкција и уређење ентеријера изведени су према пројекту архитекте Александра Ђорђевића. Посебна пажња посвећена је уређењу свечане сале која је украшена новим државним и републичким симболима, као и витражима са темама из Народноослободилачке борбе. Осим Брашована и Ђорђевића у реконструкцији здања учествовали су и други домаћи архитекти, између осталих Братислав Стојановић, Милан Минић, Слободан Михаиловић и Момчило Белобрк.
У овом Двору је била званична Краљевска Резиденција, али је палата повремено коришћена и у друге сврхе. Тако је овде 1919. и 1920. године заседала Скупштина Краљевине Срба, Хрвата и Словенаца. У овом Двору су приређивани званични пријеми и друге државне функције. После Другог светског рата у згради Старог двора налазио се Президијум Народне скупштине, Влада ФНРЈ и Савезно извршно веће. Ограда око СИВ-а је рушена у јулу 1958. Од 1961. у Старом двору смештена је Скупштина града Београда. Зграда Старог двора је 1983. године проглашена за споменик културе.

## Галерија
- Разрушен југословенски краљевски Двор Бомбардовање Београда (1941)
- Зграда Старог двора са Београђанком у позадини
- Чаша из Старог двора, стакло, сребро, ливење, брушење, сликање, висина 10,2 цм, пречник 7,3 цм, крај 19. века
- Свећњаци из Старог двора, патинирана бронза, ливење, висина 20 цм, пречник 9 цм, крај 19. века
- Тањир из Старог двора, стакло, сребро, ливење, брушење, сликање, пречник 28,3 цм, крај 19. века